# Timeless (альбом Сержио Мендеса)
Timeless — совместный музыкальный альбом, выпущенный известным бразильским музыкантом Сержио Мендесом и спродюсированный американским рэпером уилл.ай.эмом. Выпущенный в феврале 2006 года, альбом включает в себя в основном такие жанры, как неосоул, самба и альтернативный хип-хоп. В записи альбома участвовали: will.i.am, The Black Eyed Peas, Q-Tip, Джон Ледженд, Джастин Тимберлейк, Эрика Баду, Грасина Лепораци (жена Мендеса) и др. Альбом был полностью спродюсирован уилл.ай.эмом и выпущен под лейблами Concord Records и will.i.am music group.

## Оценки критиков
Синглы «Mas Que Nada» и «That Heat» были номинированы как «Лучшее урбан/альтернативное исполнение» (англ. Best Urban/Alternative Performance) на 49-й церемонии «Грэмми» в 2007 году.

## Список композиций
| №   | Название                                                                       | Продюсер(ы)              | Длительность |
| --- | ------------------------------------------------------------------------------ | ------------------------ | ------------ |
| 1.  | «Mas Que Nada» (при участии The Black Eyed Peas)                               | will.i.am                | 4:22         |
| 2.  | «That Heat» (при участии Erykah Badu и will.i.am)                              | will.i.am, Сержио Мендес | 4:13         |
| 3.  | «Berimbau Consolação» (при участии Стиви Уандера и Грасины Лепораци)           | Сержио Мендес, will.i.am | 4:22         |
| 4.  | «The Frog» (при участии Q-Tip и will.i.am)                                     | will.i.am                | 3:50         |
| 5.  | «Let Me» (при участии Джилла Скотта и will.i.am)                               | will.i.am                | 4:14         |
| 6.  | «Bananeira (Banana Tree)» (при участии Mr. Vegas и will.i.am)                  | will.i.am                | 3:14         |
| 7.  | «Surfboard» (при участии will.i.am)                                            | will.i.am                | 4:31         |
| 8.  | «Please Baby Don't» (при участии Джона Ледженда)                               | will.i.am                | 4:09         |
| 9.  | «Samba da Benção (Samba of The Blessing)» (при участии Marcelo D2)             | will.i.am                | 4:14         |
| 10. | «Timeless» (при участии India.Arie)                                            | will.i.am, Сержио Мендес | 3:54         |
| 11. | «Loose Ends» (при участии Джастина Тимберлейка, Pharoahe Monch и will.i.am)    | will.i.am                | 5:32         |
| 12. | «Fo'-Hop (Por Trás de Brás de Pina)» (при участии Guinga и Marcelo D2)         | will.i.am                | 4:14         |
| 13. | «Lamento (No Morro)» (при участии Maogani Quartet)                             | Сержио Мендес            | 4:14         |
| 14. | «Ei Menina (Hey Girl)» (при участии will.i.am)                                 | will.i.am                | 3:31         |
| 15. | «Yes, Yes Y'All» (при участии Black Thought, Chali 2na, Debi Nova и will.i.am) | will.i.am                | 5:09         |

## Чарты
| Чарт (2006)           | Наивысшая Позиция |
| --------------------- | ----------------- |
| Dutch Albums Chart    | 5                 |
| UK Albums Chart       | 15                |
| Belgian Albums Chart  | 17                |
| Austrian Albums Chart | 21                |
| French Albums Chart   | 31                |
| Swedish Albums Chart  | 31                |
| Italian Albums Chart  | 49                |
| U.S. Billboard 200    | 44                |